# Burg Westerburg
Die Burg Westerburg befindet sich im Ortsteil Westerburg der Gemeinde Huy in Sachsen-Anhalt. Die Anlage liegt an der Straße der Romanik westlich des Ortsteils Dedeleben. Sie gilt als älteste noch erhaltene Wasserburg Deutschlands. Die Burg ist auch über den 80 km langen Radwanderweg durch den Altkreis Halberstadt zu erreichen.

## Geschichte
Die Entstehungsgeschichte der Anlage ist nicht bekannt. Sie liegt an einem frühen, befestigten Weg durch die sumpfige Niederung des Großen Bruches. In das Areal eines 350 × 300 m großen Ringwalls mit Wassergraben wurde eine ovale Rundburg von 60 × 80 m Größe mit einem runden Bergfried eingefügt.
Um 1180 erhielten die Regensteiner Grafen die Burg zum Lehen und bauten sie zu einer ihrer stärksten Festungen aus. In dieser Zeit erfolgte der Umbau zu einer Wohnanlage, wobei die Ringmauer mit einer Stärke bis zu 1,95 Metern zugleich die Außenwand der Häuser bildet.
Auf der Westerburg wurden am 14. Juli 1596 zwei und am 12. Mai 1597 drei weitere Frauen aus Rohrsheim in Hexenprozessen auf Betreiben des Amtmanns Peregrinus Hünerkopf verbrannt. Katharina Bernburg floh nach Wernigerode, wurde aber dort wegen angeblicher Hexerei verurteilt.
Nach dem Ableben des letzten Regensteiner Grafen fiel die Burg wieder unter Halberstädter Verwaltungsrecht. Im Laufe der nachfolgenden Jahrhunderte wechselten die Besitzer der alten Festungsanlage häufig:
- 1599 fiel Westerburg nach dem Aussterben der Regensteiner wieder an den Bischof von Halberstadt, Herzog Julius von Braunschweig; verschiedene Belehnungen und Verpfändungen
- 1630 besetzten schwedische Truppen die Burg im Dreißigjährigen Krieg, jedoch kam es zu keinen Zerstörungen.
- 1648 gelangte das Bistum Halberstadt und damit auch die Westerburg an Kurbrandenburg.
- 1681 Fertigstellung der barocken Burgkapelle unter Henning Adolph von Steinberg und Anna Catharina von Münchhausen
- 1701 waren, nach mehrmaligem Besitzerwechsel, Umbauten und baulichen Ergänzungen, preußische Prinzen (Friedrich I., Friedrich II., Heinrich Ludwig) Besitzer der nunmehrigen Domäne Westerburg.
- 1770 Verpachtung der Burg an Georg Wilhelm Wahnschaffe mit der Auflage, das moorige „Große Bruch“ urbar zu machen.
- 1802 wurde sie preußische Staatsdomäne.
- 1952 diente sie der LPG Westerburg als Verwaltungssitz mit Stallungen, Wohnungen und einem kleinen Restaurant.
- 1990 Verpachtung, Instandhaltungen, Restaurantbetrieb
- 1999 Verkauf durch die TLG an Privateigentümer; umfassende Sanierung und Umbau zum Hotel
- 2. Juli 2000 Eröffnung als 4-Sterne superior Hotel mit Restaurant

## Anlage
Bis heute sind zwei umlaufende Wassergräben mit dazwischenliegendem Wall erhalten. Der innere Graben umschließt die älteste Burg, eine ovale Anlage mit etwa 70 m Durchmesser, in deren Mauerring im Südwesten der 33 m hohe Bergfried eingebunden ist. Dieser hat einen kreisförmigen Grundriss und sein Zugang liegt in 12 m Höhe. In westlicher Richtung folgt ein 34 m langer kastellähnlicher Anbau mit kleinem Innenhof. Umbauten im Kastellbereich erfolgten vor allem in die Renaissance, was besonders an Fenstern und Portalen abzulesen ist. Überliefert ist ferner ein hölzerner Kanzelaltar in der Burgkapelle vom Ende des 17. Jahrhunderts. Die mit „1681“ datierte, aber unsignierte Ausstattung wird Martin Kraft zugeschrieben. Weiterhin sehenswert sind die gräfliche Amtsstube, das Restaurant „Prinzessin Marie Pauline“, der Ritterkeller, der Fürsten- und Spiegelsaal, die barocke Schlosskapelle und der Bergfried.

## Galerie

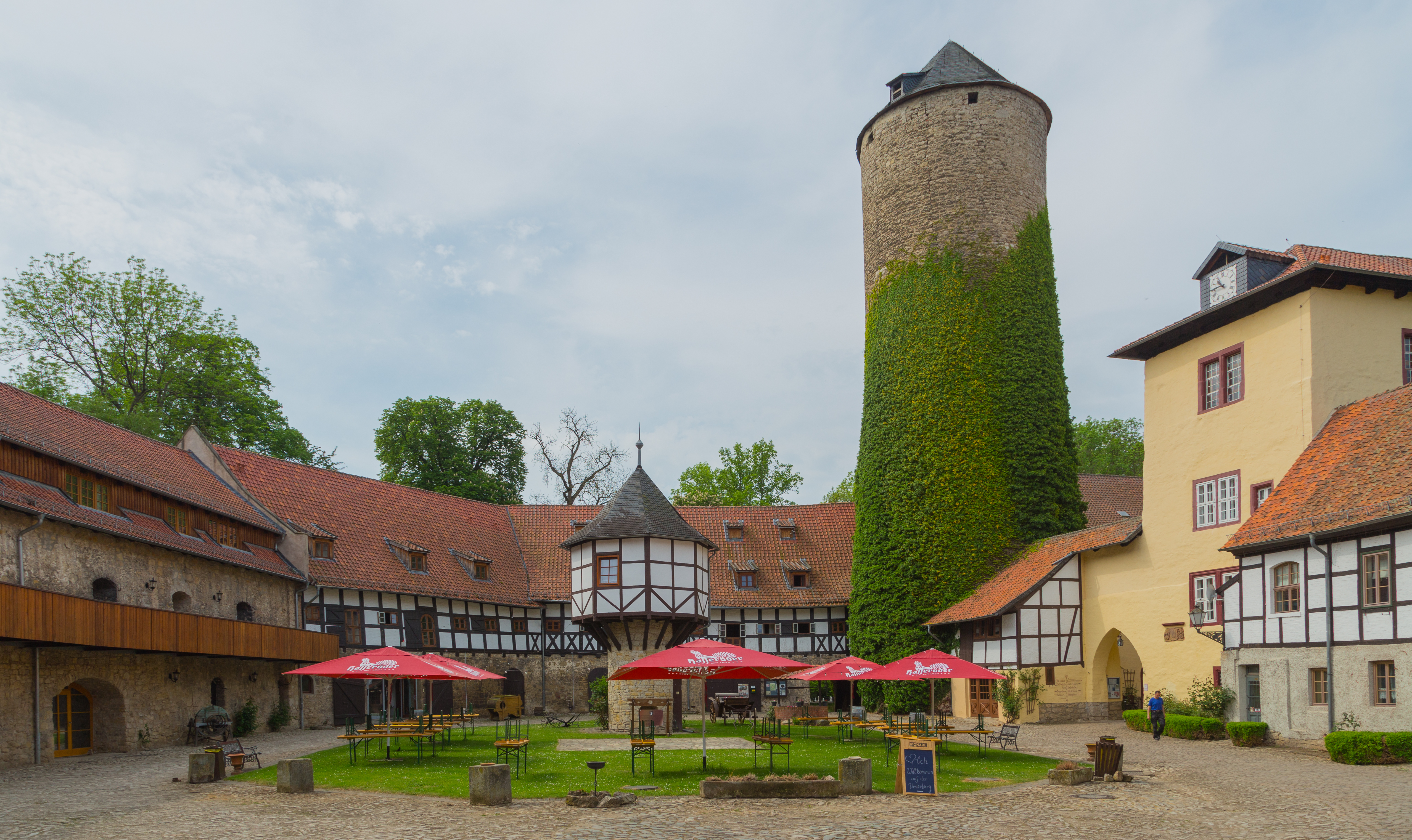
Burghof (2023)
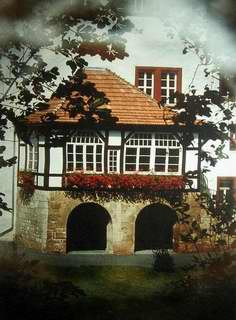
Westerburg bei Dedeleben
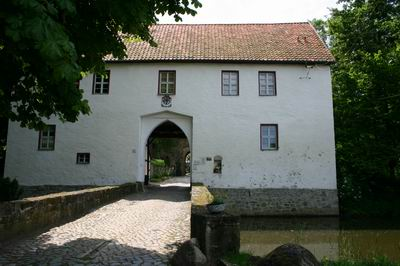
Äußeres Torhaus
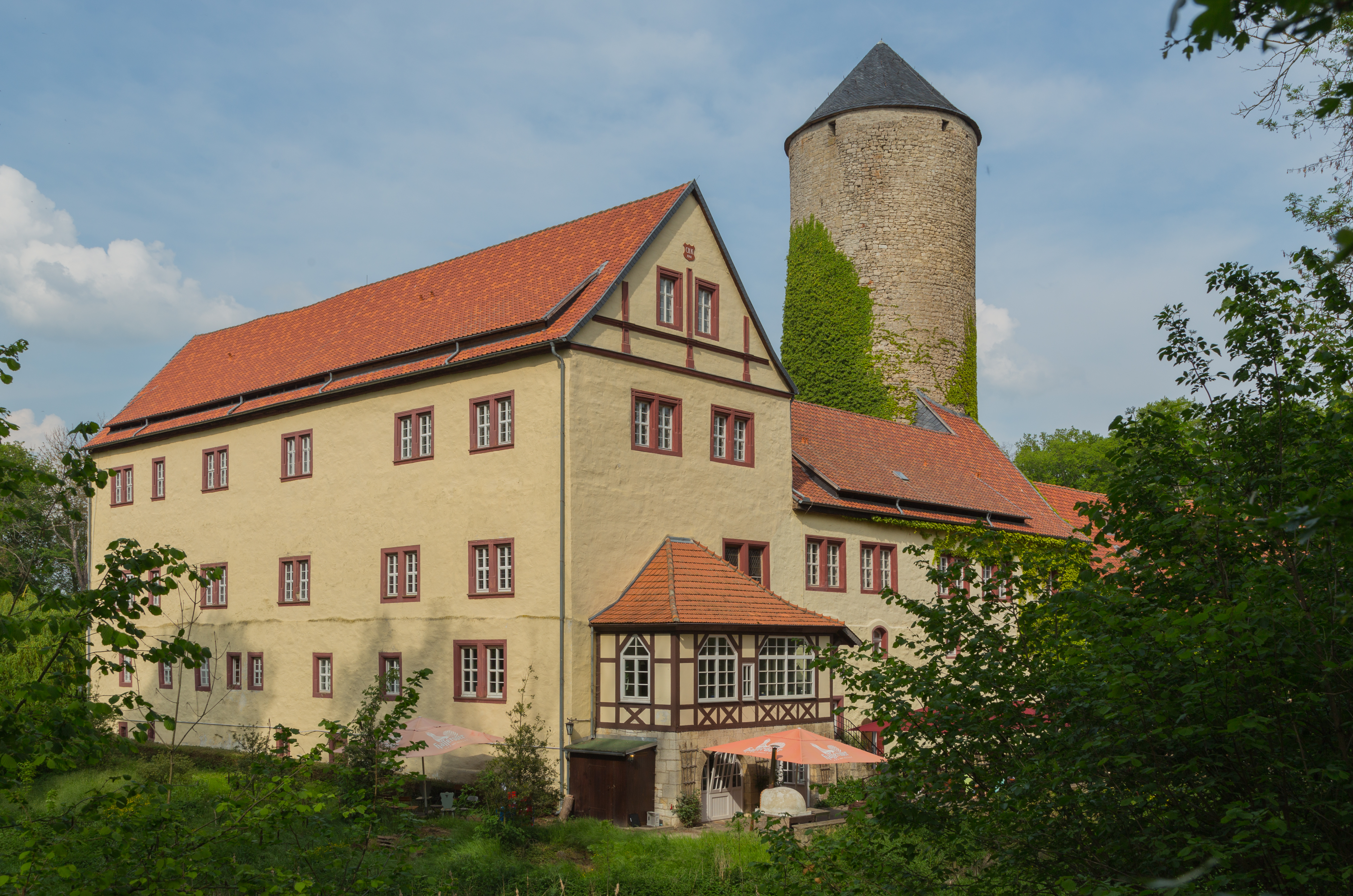
Das Kastell aus südwestlicher Richtung (2023)
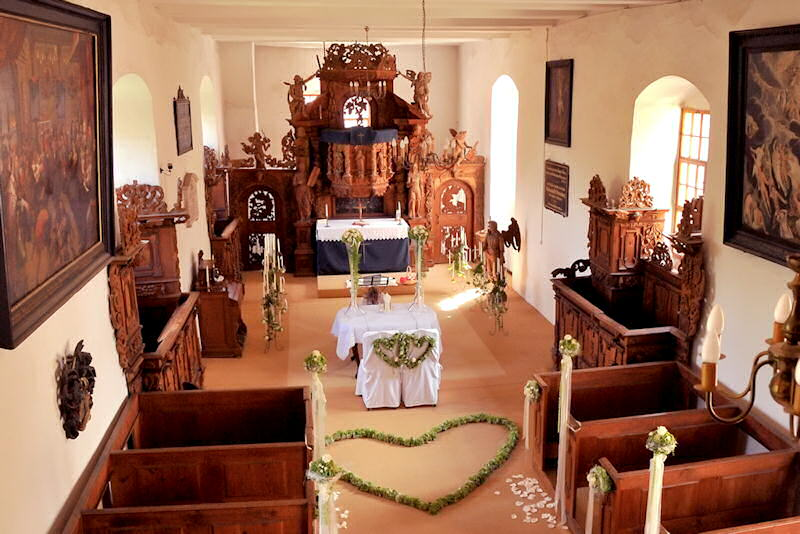
Barocke Schlosskapelle
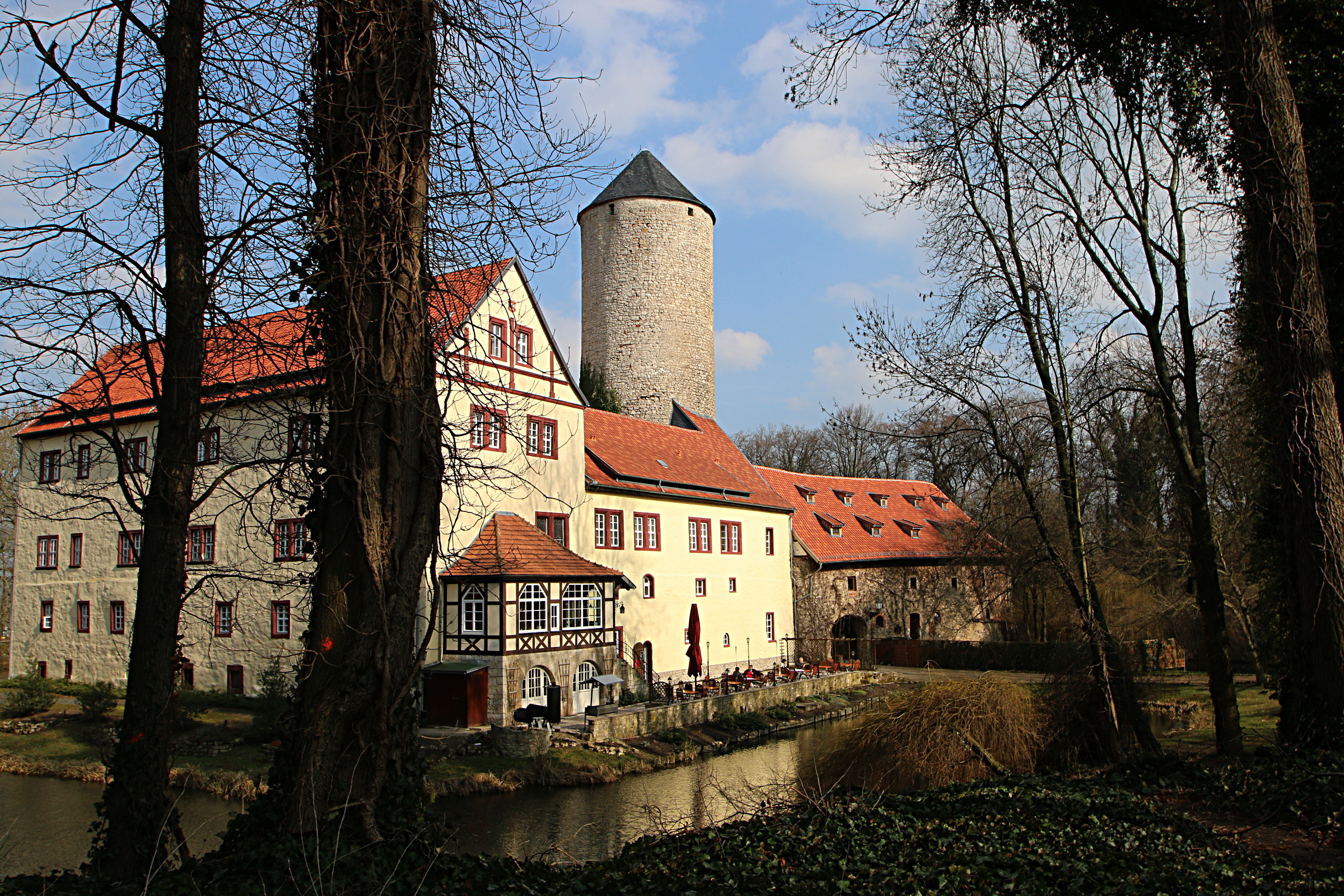
Westerburg, Ansicht von der Parkseite
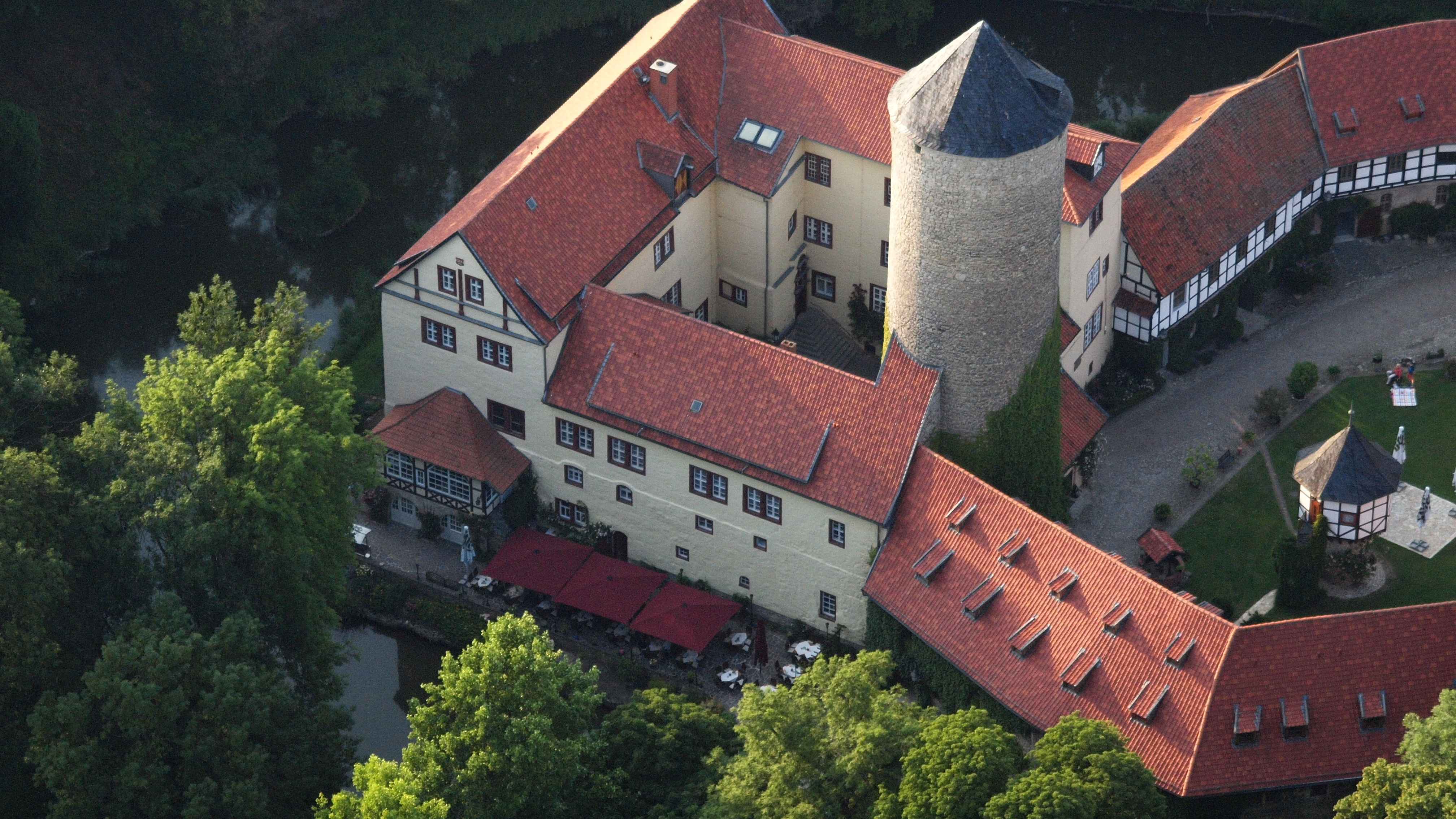
Burg Westerburg, Luftaufnahme (2015)
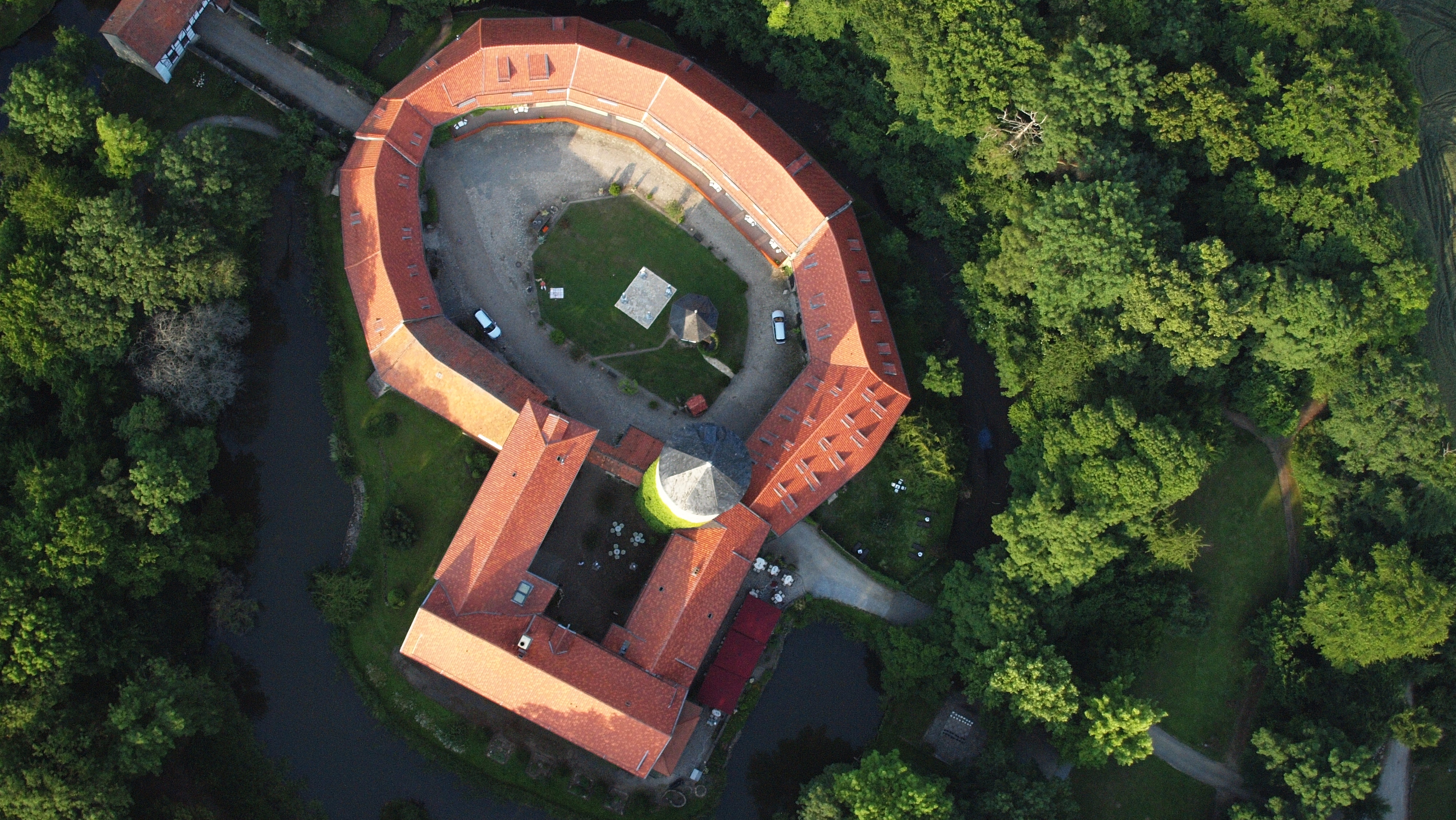
Senkrechtaufnahme (2015)
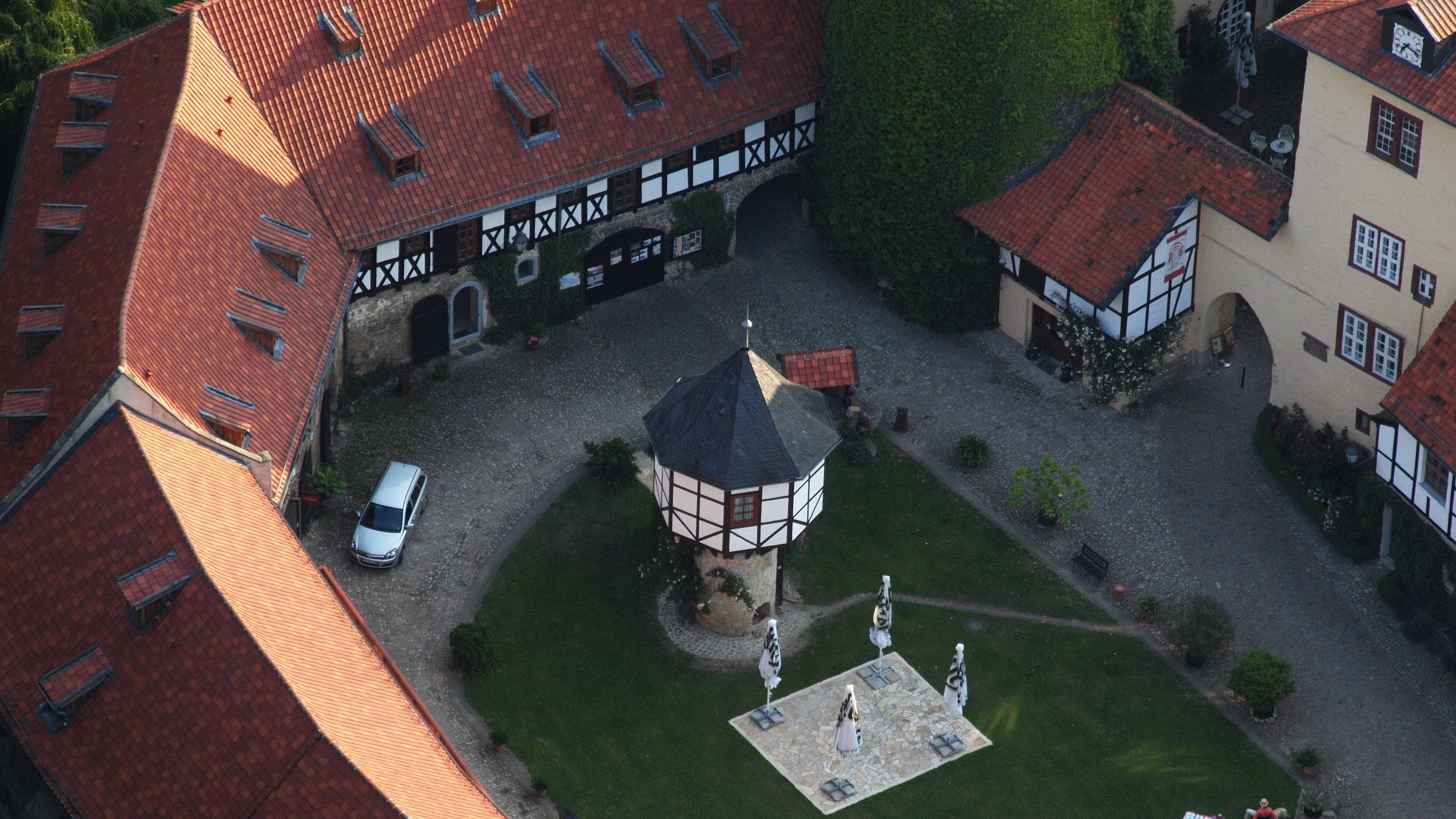
Detailansicht, Luftaufnahme (2015)